# Мачавариани, Иосиф Константинович
Иосиф Константинович Мачавариани (груз. იოსებ კონსტანტინეს ძე მაჭავარიანი, 3 ноября 1873, Илеми — 18 сентября 1937) — грузинский политик, член Учредительного собрания Грузии.
Не следует путать с Иосифом Ивановичем Мачавариани (1877—1938), также членом Учредительного собрания Грузии.

## Биография
Из семьи азнаури.
Окончил юридический факультет Санкт-Петербургского университета, позже работал судьёй в Тифлисе и публиковался под различными псевдонимами в национальной демократической прессе. Был арестован по политическим мотивам.
С основания Национал-демократической партии Грузии он был членом и заместителем председателя ЦК партии.
Подписал Декларацию независимости Грузии. 12 марта 1919 года избран членом Учредительного собрания Грузии по списку Национальной демократической партии Грузии; был членом юридического, редакционного и общественного здравоохранения комитетов.
В 1921 году, после советизации Грузии, остался в Грузии и присоединился к движению сопротивления. Был членом коллегии адвокатов.
В ночь на 10 февраля 1922 года арестован вместе с другими лидерами партийной оппозиции, чтобы избежать демонстраций протеста, запланированных на годовщину советизации Грузии, помещён в исправительный дом № 2 «Метехи». Освобожден из-под стражи 1 ноября 1922 года.
В 1923 году под давлением большевистского режима и его органов безопасности во время кампании «самоликвидации» оппозиционных партий возглавил процесс «самоликвидации» Объединенной национально-демократической партии Грузии. Был ещё дважды, в 1928 и 1934 годах, арестован.
17 сентября 1937 года на заседании Военной коллегии Верховного суда СССР приговорён к смертной казни. Расстрелян 18 сентября